# Parazitoid

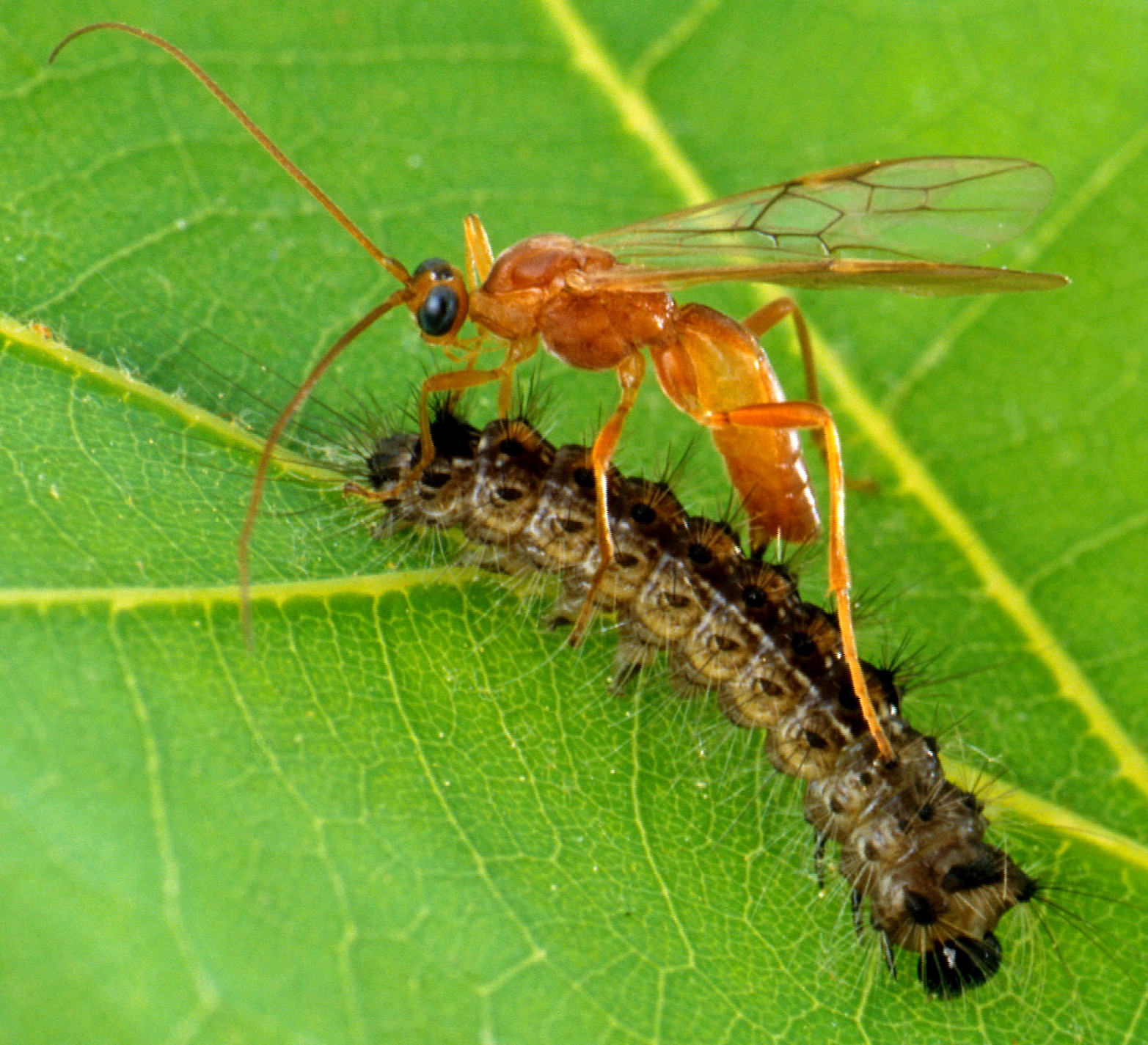
Aleiodes indiscretus darázs nősténye gyapjaslepke (Lymantria dispar) hernyó testébe helyezi petéjét

A parazitoid életmód sok tekintetben emlékeztet az élősködő (parazita) életmódra. A parazitoid állat életciklusának egy hosszabb szakaszában egy arra alkalmas, más fajba tartozó gazdaegyed testében él, abból táplálkozik, és abban fejlődik. Ellentétben a parazitával, a parazitoid végül megöli gazdáját, e szempontból tehát a ragadozókra emlékeztet. A parazitoid fogalmat inkább csak a zoológusok használják, a hasonló életmódot élő mikróbákat például nem szokás parazitoidnak nevezni. 
A parazitoid állatok rendszerint jó terjedési képességgel bírnak, például aktívan röpülnek vagy úsznak, és fejlett érzékszerveikkel jól tájékozódnak. Megengedhetik tehát maguknak, hogy a gazdaegyed testét a végsőkig (annak haláláig) kizsákmányolják, hiszen továbbterjedésük szakaszában már nem szorulnak rá. Az elpusztult gazda testéből kikelő parazitoidok rendszerint a külvilágban párzanak, majd a megtermékenyített nőstények új gazdaegyedeket keresnek, hogy petéiket azok testébe rakják.

## Néhány jellemző parazitoid
- Fürkészdarazsak
- Fürkészlegyek
- Ékes ősdarázs
- Legyezőszárnyúak
- Lépfene (a definíciónak megfelel, de a parazitoid fogalmat a mikrobiológiában nem használják)

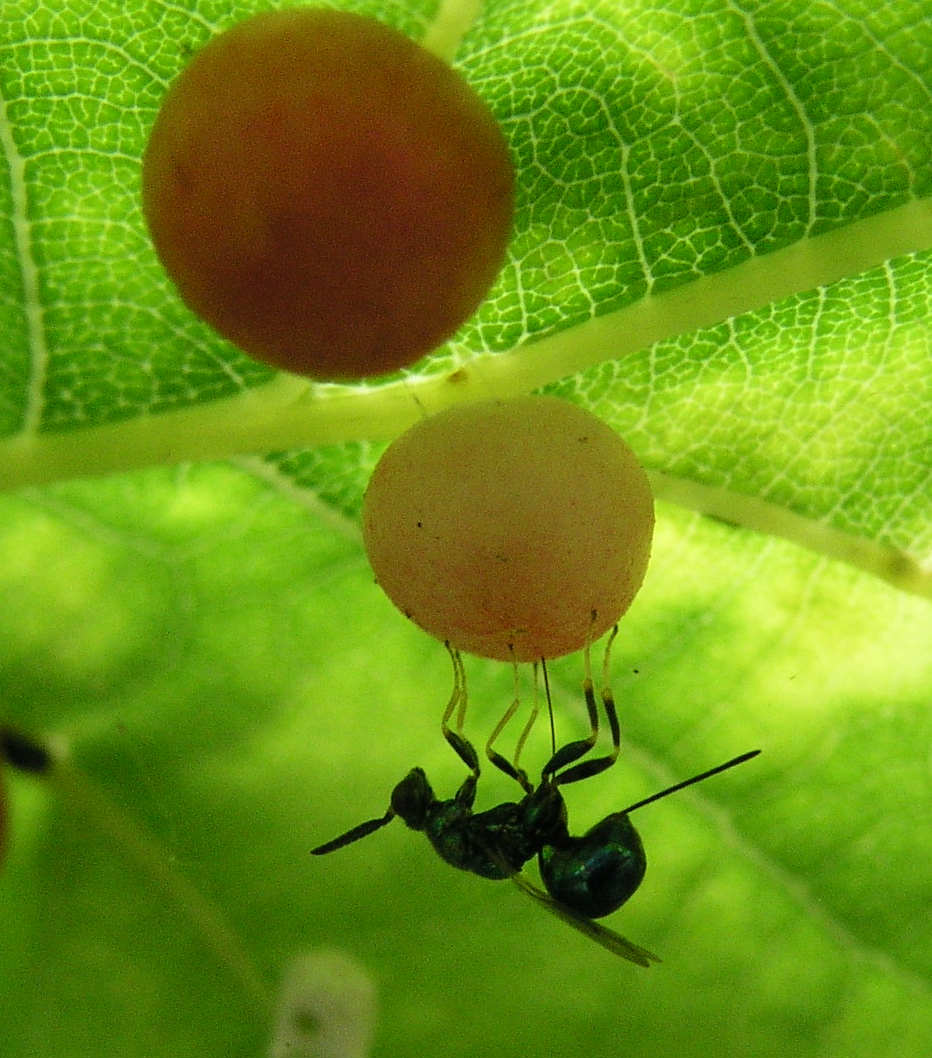
Egy hosszúfarkú fémfürkész (Torymidae) felkészül, hogy tojócsövével átdöfve a gubacs falát a benne fejlődő rovarlárvába petézzen

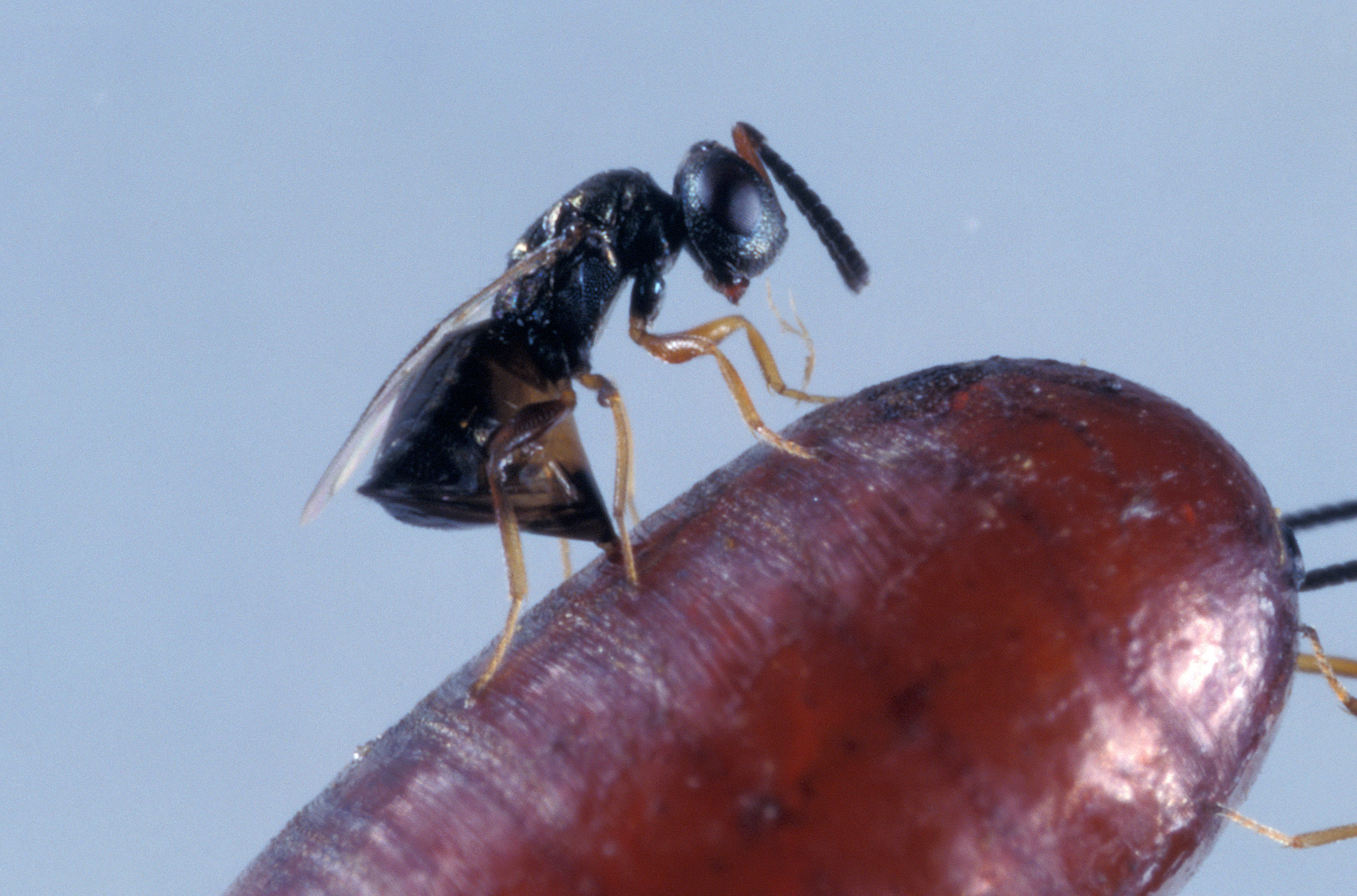
Muscidifurax raptor darázs egy légy bábjába tojja petéjét.